# 伊通河 (法國)
伊通河（法語：Iton，法語發音：[itɔ̃]）是法国的河流，位於诺曼底地區，屬於厄尔河的支流，河道全長132公里，流域面積1,300平方公里，發源自穆兰拉马什，河口處在阿基尼。

## 外部連結
- http://www.geoportail.fr （页面存档备份，存于）
- The Iton at the Sandre database （页面存档备份，存于）
- Avancement des SAGE du bassin Seine-Normandie SAGE on the Seine-Normandy basin